# Pierre Jonckheer
Pierre Jonckheer (Namen, 10 mei 1951) is een voormalig Belgisch senator en Europees Parlementslid.

## Levensloop
Als licentiaat in de economische wetenschappen aan de UCL werd Pierre Jonckheer directeur van het Observatoire social européen. Na de afloop van dit mandaat werd hij gastlector aan de UCL.
Hij werd echter ook actief in de politiek en werd lid van de partij Ecolo, de partij waarvan hij van 1987 tot 1989 federaal secretaris en woordvoerder was. Van 1991 tot 1999 zetelde Jonckheer als senator, eerst was hij van 1991 tot 1995 provinciaal senator voor de provincie Brabant en vervolgens was hij van 1995 tot 1999 rechtstreeks verkozen senator. Van 1991 tot 1999 was Jonckheer tevens voorzitter van de Ecolo-fractie in de Senaat.
In 1999 stapte Jonckheer over naar de Europese politiek nadat hij verkozen werd in het Europees Parlement. Hij vervulde dit mandaat tot in 2009.